# Indis de missió

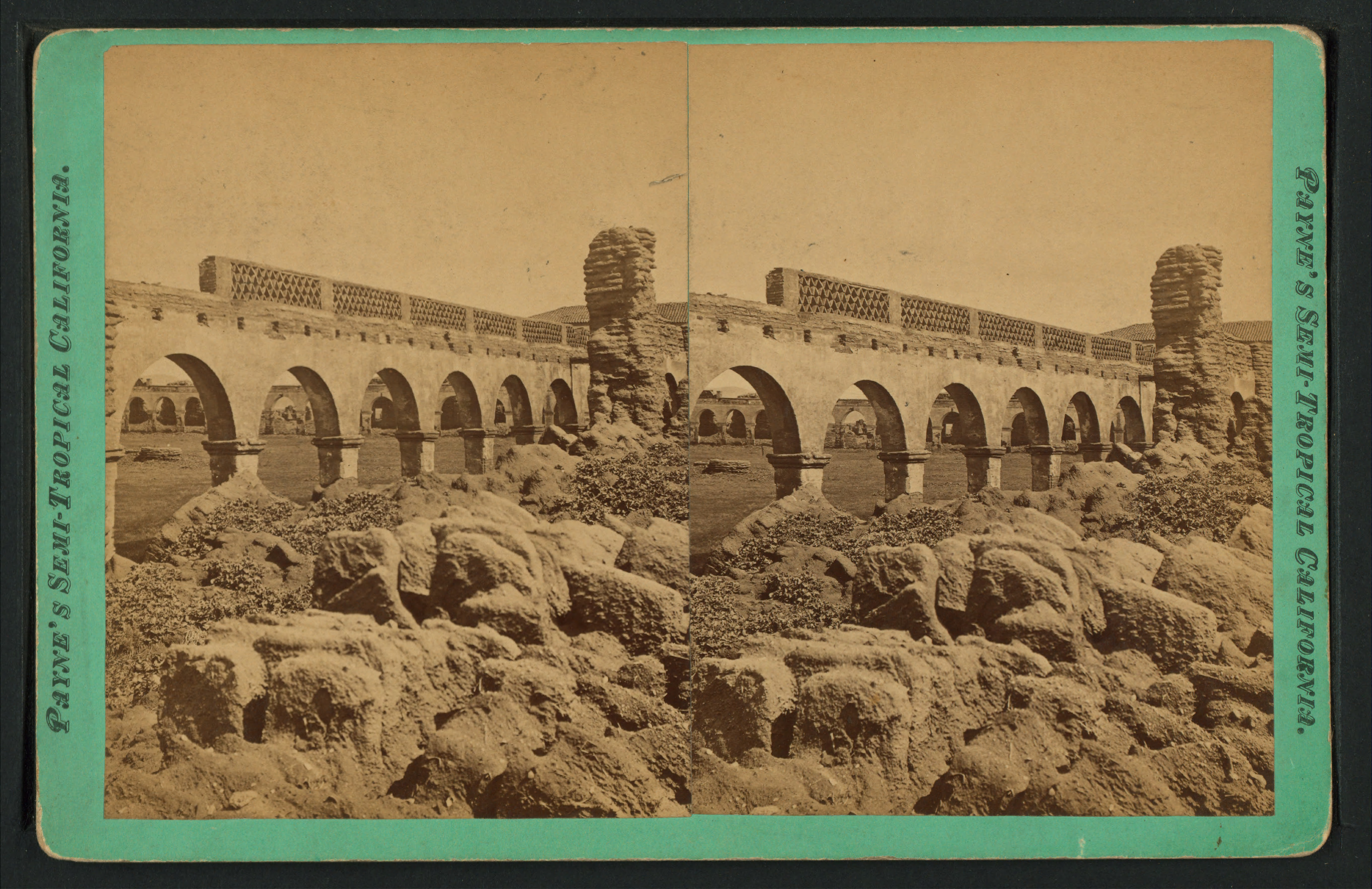
Ruïnes de les residències índies, Missió de San Luis Rey de Francia

Indis de missió és un terme usat per a molts amerindis de Califòrnia, principalment els que viuen a la plana costanera, a les valls interiors adjacents i les muntanyes, i a les Illes Santa Bàrbara al centre i sud de Califòrnia, Estats Units. Les tribus havien establert cultures relativament pacífiques entre 250 i 8.000 anys abans del contacte espanyol. Aquests residents amerindis van ser reubicats per la força dels seus habitatges tradicionals, pobles i terres per viure i treballar en vint missions espanyoles a Califòrnia, i les Assistencias i Estadas, ja que es van establir entre 1796 i 1823 a la província de Las Californias del Virregnat de Nova Espanya.

## Història
Els exploradores espanyols arribaren a les costes de Califòrnia a començaments del segle xvi. En 1769 es va construir la primera missió franciscana a San Diego. Les tribus locals van ser reubicades i reclutades per a treballs forçats en les missions, que s'estenien des de San Diego a San Francisco. Les malalties, la fam, l'explotació laboral i la tortura delmaren aquestes tribus.
Els indis de missió eren de moltes tribus natives californianes que van ser reubicades plegades en nous grups mixtos i rebatejats per la missió responsable. Per exemple, els Payomkowishum foren reanomenats "luiseños" per la Missió den San Luis Rey i els Acjachemem foren reanomenats "Juaneños" per la Missió de San Juan Capistrano. Els sacerdots catòlics va prohibir als indis la pràctica de la seva cultura d'origen, cosa que provocà el desarrelament lingüístic, espiritual i cultural de moltes tribus. Sense immunitat a les malalties europees i forçats a canviar el seu estil de vida i cultura, la  població d'indis de la missió va disminuir significativament durant el període de la missió i posterior.
Mèxic va obtenir el control de les missions de Califòrnia en 1834 i l'abús va persistir, però les missions aviat es van secularitzar i les terres van ser transferides als administradors no indígenes. Aleshores molts dels indis de la missió van treballar en els nous ranxos, amb poques millores en les seves condicions.
El terme "indis de missió" es va aplicar inicialment als nadius americans del sud de Califòrnia com una etiqueta etnogràfica i antropològica al voltant de 1906 per Alfred L. Kroeber i Constance G. Du Bois de la Universitat de Califòrnia, Berkeley a la Missió de San Luis Obispo de Tolosa i sud. En l'actualitat també s'utilitza de vegades per a incloure les poblacions de als nadius americans de les onze missions del nord de Califòrnia, la Missió de San Miguel Arcángel i al nord.

## Missions

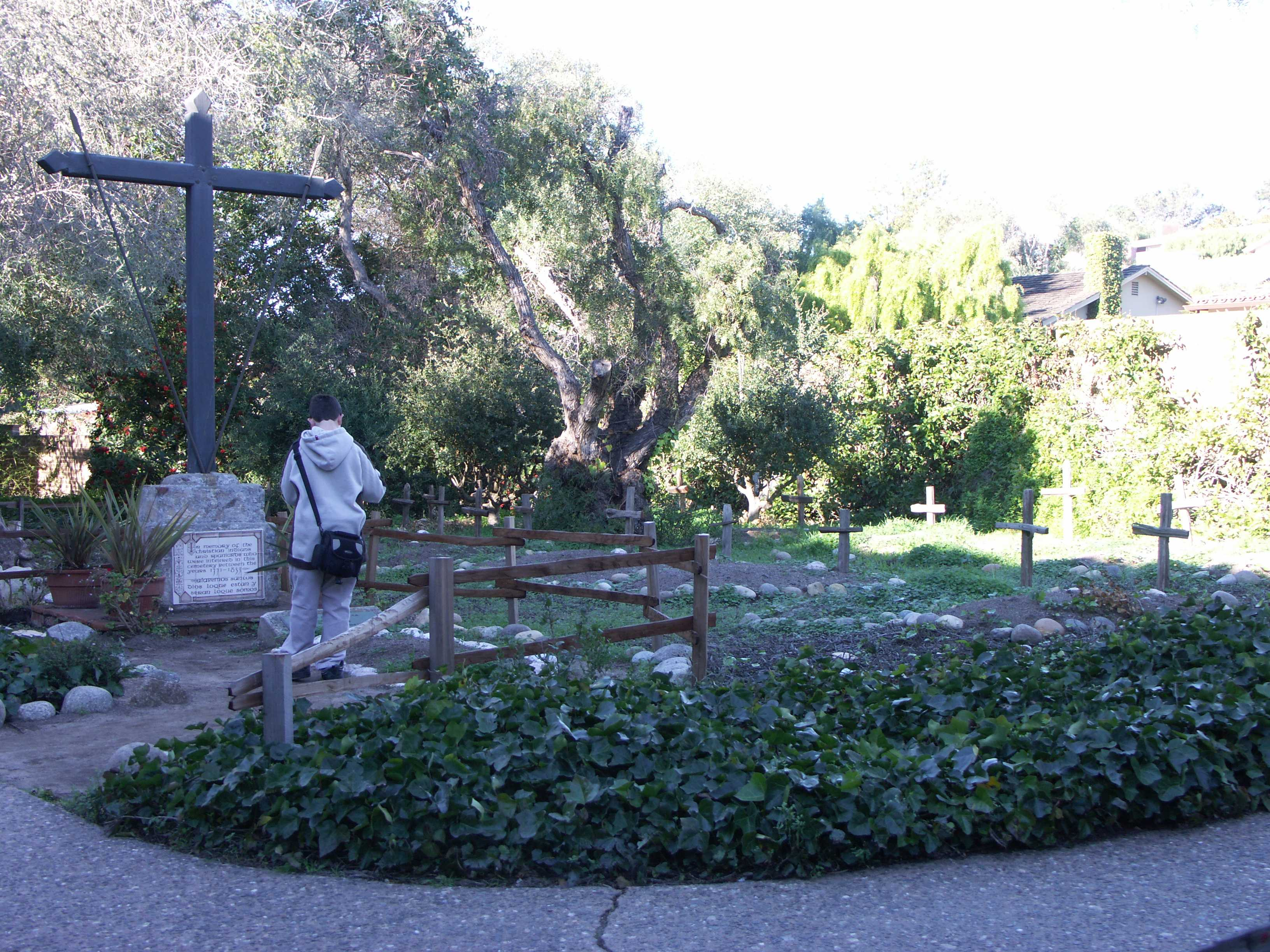
Cementiri indi a la Missió de San Carlos Borromeo, Carmel (Califòrnia)

Aquestes són les missions que tenen associades tribus 
- Missió de San Luis Obispo de Tolosa, a San Luis Obispo
- Missió de La Purísima Concepción,al nord-est de Lompoc
- Missió de Santa Inés, a Solvang
- Missió de Santa Barbara, a Santa Barbara
- Missió de San Buenaventura, a Ventura
- Missió de San Fernando Rey de España, a Mission Hills (Los Angeles)
- Missió de San Gabriel Arcángel, a San Gabriel
- Missió de San Juan Capistrano, a San Juan Capistrano
- Missió de San Luis Rey de Francia, a Oceanside
- Missió de San Diego de Alcalá, a San Diego
- Asistencia Santa Ysabel, fundada en 1818 a Santa Ysabel
- Asistencia San Antonio de Pala (Missió de Pala), fundada en 1816 a l'est del comtat de San Diego
- Estancia San Bernardino de Sena, fundada en 1819 a Redlands
- Estancia Santa Ana, fundada en 1817 a Costa Mesa
- Estancia Las Flores (Asistencia Las Flores), fundada en 1823 a Camp Pendleton

## Tribus de missió
Les actuals tribus índies de missió del Sud de Califòrnia són les següents: 
- Banda Agua Caliente d'indis de missió (Cahuilla)
- Banda Augustine d'indis de missió (Cahuilla)
- Banda Barona d'indis de missió (Kumeyaay/Diegueño)
- Banda Cabazon d'indis de missió (Cahuilla)
- Banda Cahuilla d'indis de missió (Cahuilla)
- Banda Campo d'indis de missió (Kumeyaay/Diegueño)
- Banda Capitan Grande d'indis de missió (Kumeyaay/Diegueño)
- Banda Costano de Carmel indis de missió (Ohlone)
- Banda Cuyapaipe d'indis de missió (Kumeyaay/Diegueño)
- Banda Inaja i Cosmit d'indis de missió (Kumeyaay/Diegueño)
- Banda Jamul d'indis de missió (Kumeyaay/Diegueño)
- Banda La Jolla d'indis de missió (Luiseño)
- Banda La Posta d'indis de missió (Kumeyaay/Diegueño)
- Banda Los Coyotes d'indis de missió (Cahuilla i Cupeño)
- Banda Manzanita d'indis de missió (Kumeyaay/Diegueño)
- Banda Mesa Grande d'indis de missió (Kumeyaay/Diegueño)
- Banda Morongo d'Indis de Missió (Cahuilla, Serrano i Cupeño)
- Banda Pala d'indis de missió (Cupeño i luiseño)
- Banda Pauma d'indis de missió (Luiseño)
- Banda Pechanga d'indis de missió (Luiseño)
- Banda Ramona d'indis de missió (Cahuilla)
- Banda San Manuel d'Indis de Missió (Serrano)
- Banda San Pasqual d'indis de missió (Kumeyaay/Diegueño)
- Banda Santa Rosa d'indis de missió (Cahuilla)
- Banda Santa Ynez d'indis de missió (Chumash)
- Banda Santa Ysabel d'indis de missió (Kumeyaay/Diegueño)
- Banda Soboba d'indis de missió (Luiseño)
- Banda Sycuan d'indis de missió (Kumeyaay/Diegueño)
- Banda Torres-Martinez d'indis de missió (Cahuilla)
- Banda Twenty-Nine Palms d'indis de missió[5] (Chemehuevi)[6]

Les actuals tribus d'indis de missió al nor de les esmentades, a la conca de Los Angeles, costa central, vall de Salinas, Badia de Monterey i l'àrea de la badia de San Francisco també estan identificades amb la missió local de llurs reduccions d'indis.

## Reserves
La major part de les tribus índies del comtat de San Luis Obispo al sud de la frontera amb Mèxic, i de la costa que s'estén cap a l'interior a la vall de Coachella i parts del desert de Mojave han tingut alguna interacció amb les missions. En l'actualitat moltes tenen una associació contínua i històrica amb les missions catòliques i alguns també ocupen terres en fideïcomís, reserves indígenes, identificades sota l'Agència Índia Missió. La Mission Indian Act de 1891 va formar una unitat administrativa dins la Bureau of Indian Affairs que aplegava el Comtat de San Diego, Comtat de Riverside, comtat de San Bernardino i comtat de Santa Bàrbara. Hi ha una reserva chumash en l'últim comtat, i més d'una trentena de reserves als altres.
El comtat de Los Angeles, el comtat de San Luis Obispo, i el comtat d'Orange no contenen terres en fideïcomís tribal. Però les tribus residents, inclosos els tongva en la primera i els Juaneño - Nació Acjachemen en l'última (també els chumash costaners al Comtat de Santa Barbara) segueixen buscant el reconeixement tribal federal de la Bureau of Indian Affairs.
Onze de les reserves del sud de Califòrnia van caure sota els programes de parcel·lament de la primera meitat del segle xx, per la que es van trencar les tinences tribals comuns per a assignar la propietat als membres tribals individuals, identificats en aquestes llistes com a Dawes Rolls. Les més importants d'aquestes foren: la Reserva d'Agua Caliente a Palm Springs, que ocupa les seccions alternes amb terres que havien estat cedides al ferrocarril i que formen gran part de la ciutat, i la Reserva Morongo a l'àrea San Gorgonio Pass i la Reserva Pala al lloc de l'Asistencia San Antonio de Pala de la Missió de San Luis Rey de Francia de Pala. A aquestes i a unes altres quinze reserves més avui hi operen casinos. La superfície total del grup Missió de les reserves constitueix aproximadament 250.000 acres, uns 1.000 kilòmetres quadrats.

## Narracions online
- "Dos mites dels indis de missió de Califòrnia" per Alfred L. Kroeber (1906)
- "Mitologia dels indis de missió" (1) per Constance Goddard DuBois (1906)
- "Mitologia dels indis de missió" (2) per Constance Goddard DuBois (1906)